# Ousta
L'Ousta (en russe : Уста) est une rivière de Russie et un affluent gauche de la Vetlouga, dans le bassin hydrographique de la Volga.

## Géographie
L'Ousta arrose les oblasts de Nijni Novgorod et de Kirov. Elle est longue de 253 km et draine un bassin de 6 030 km2. Elle est principalement alimentée par la fonte des neiges. Mesurée à 47 km de son embouchure, son débit moyen est de 28 m3/s. L'Ousta gèle habituellement de novembre à avril. Elle est navigable dans son cours inférieur.
L'Ousta arrose la ville d'Ouren.

## Source
- Grande Encyclopédie soviétique